# Karl-Heinz Stahr
Karl-Heinz Stahr (ur. 5 czerwca 1950) – wschodnioniemiecki zapaśnik walczący w stylu wolnym.
Wicemistrz świata w 1973; dziewiąty w 1974 roku.
Wicemistrz NRD w 1971; drugi w 1972, 1973 i 1974; trzeci w 1970 roku.